# The Long Trail
The Long Trail er en amerikansk stumfilm fra 1917 af Howell Hansel.

## Medvirkende
- Lou Tellegen som Andre Dubois.
- Mary Fuller som Louise Graham.
- Winifred Allen som Mitchette Dubois.
- Sidney Bracey som Paul Graham.
- Franklin Woodruff som Joyce.